# Stellwagen Bank

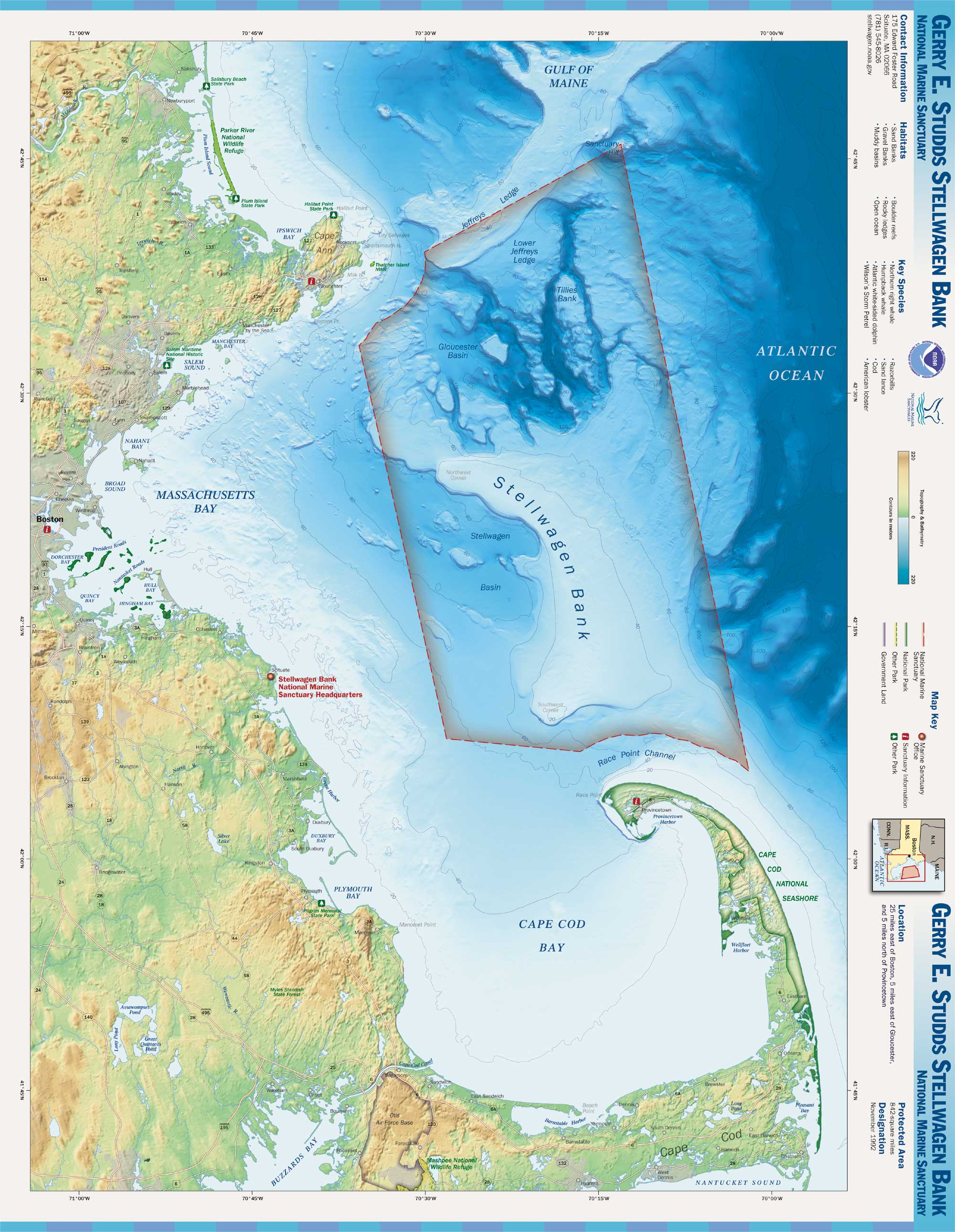
Karte des Naturparks Stellwagen Bank

Die Stellwagen Bank ist ein Unterwasserplateau am Eingang der Massachusetts-Bucht (englisch Massachusetts Bay), zwischen Cape Cod und Cape Ann. Sie bildet das Herz eines marinen Naturschutzgebietes, des Stellwagen Bank National Marine Sanctuary. Als beliebtes Walbeobachtungsgebiet direkt vor der US-amerikanischen Stadt Boston hat Stellwagen Bank touristische Bedeutung.

## Geographie und Ökosystem
Die Bank erstreckt sich etwa 30 km von Nord nach Süd und ist am südlichen Ende knapp zehn Kilometer breit. Das Plateau liegt lediglich 30 bis 40 Meter unter der Wasseroberfläche, während die umliegenden Gewässer deutlich tiefer (100 bis 200 m) sind. Die geringe Wassertiefe verbunden mit den Mineralien und Nährstoffen, die von auf die Bank treffenden Tiefwasser-Strömungen emporgehoben werden, begünstigen ein reiches Ökosystem, das auch große Meerestiere wie Buckel-, Zwerg- und gelegentlich auch Finnwale anzieht.

## Geologie und Geschichte
Die Stellwagen Bank verdankt ihre Existenz der letzten Eiszeit. Vor 25.000 Jahren bewegte sich der Laurentidische Eisschild über die östlichen USA und schob große Mengen Erde und Gestein vor sich her. Dieses Material bildete am südlichen Rand des Gletscherschildes eine Vielzahl geologischer Formationen, darunter Cape Cod und Stellwagen Bank.
Im 17. Jahrhundert wurde der enorme Fischreichtum der Gewässer erkannt. Die größte wirtschaftliche Bedeutung hatten hier die Jagd auf Kabeljau und Tunfisch sowie der Walfang.
1854 entsandte die US-Marine Lieutenant Commander Henry Stellwagen um die Gegend zu kartographieren. Die Existenz der Bank war bereits bekannt, nicht jedoch ihre Ausdehnung und Form. Auch ging man vor Stellwagens Untersuchungen von zwei Bänken aus, was sich jedoch als falsch herausstellte. Für diese Verdienste benannte die Navy im Jahre 1855 die Bank nach ihm.
1992 deklarierte der US-Kongress die Gegend zum National Marine Sanctuary.